# Tom Sawyer
Pour les articles homonymes, voir Tom Sawyer (homonymie).

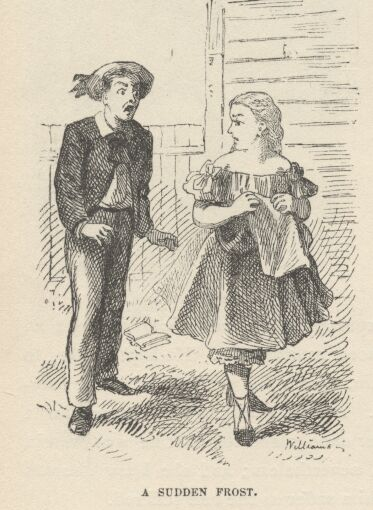
Tom et Becky.

Tom Sawyer est un personnage de fiction que Mark Twain a fait apparaître en 1876 dans Les Aventures de Tom Sawyer et dans plusieurs autres œuvres ultérieures. Inspiré de la jeunesse de l'auteur et du nom de son ami Tom Sawyer Spivey, c'est un personnage qui est devenu un symbole de liberté dans la culture populaire, mais que Twain a dépeint de manière contrastée et parfois critique.

## Description
Tom Sawyer est un garçon orphelin, d'âge changeant. Mark Twain ne paraît pas s'être soucié de ce point : dans un chapitre, Tom perd une dent, alors que son amour pour Becky le situe plutôt au début de la préadolescence, qui ne pense qu'à faire l'école buissonnière avec Huckleberry Finn et Joe Harper, à s'identifier aux personnages de ses romans d'aventures préférés. Amoureux de Becky, il n'a de cesse de l'impressionner, et lorsqu'il se retrouve perdu avec elle dans une grotte où ils sont bien près de mourir, il fait preuve de courage et fait tout son possible pour la consoler alors que lui-même est terrorisé.
Ce sont là les aspects du personnage qui ont donné de lui une image convenue d'enfant généreux, anticonformiste, courageux et libre. Tom Sawyer représente ainsi aux yeux du public un certain idéal de l'enfant américain par ses qualités d'intelligence et de cœur.

### Un enfant ambitieux, vaniteux, anticonformiste et courageux
Mais Tom est également un personnage imbu de lui-même, recherchant reconnaissance et gloire : il a le goût de la « magnificence théâtrale » et il a besoin d'être admiré. À travers l'histrionisme et les malhonnêtetés de Tom (mensonges, vols), c'est le théâtre hypocrite de la petite ville américaine qui est aussi visé par Twain. Ces aspects de la psychologie de Tom provoquent une impression déplaisante qui a été soulignée par les spécialistes de Twain : Tom Sawyer est « un conformiste, un beau-parleur qui joue à l'homme libre ». Et, pour Peter Messent, si Tom perturbe le quotidien des adultes, sa rébellion n'est possible que sur le fond des conventions et des valeurs sociales d'un village dans lequel il est finalement bien intégré et où il rencontre le succès.

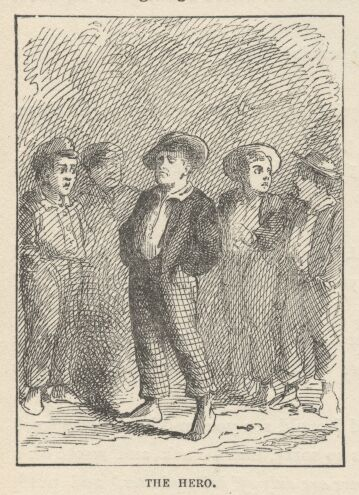
Le Héros.

Cette intégration de Tom dans sa communauté marque une limite du portrait qu'en trace Twain comme symbole de liberté, limite qui peut être vue comme une forme d'inauthenticité : Tom serait un rebelle socialement approuvé et il rentre finalement dans le rang. De ce point de vue, Tom Sawyer est un roman d'apprentissage où le personnage joue au rebelle dans les limites permises par les adultes, puis cesse progressivement de jouer pour adhérer réellement aux valeurs du monde des grands. Ce développement aboutit à un achèvement du personnage, et cet achèvement expliquerait que l'auteur se soit détourné de Tom, lui préférant son opposé, Huckleberry Finn, qui ne s'intègre véritablement jamais et demeure indépendant. Twain a donc estimé impossible de continuer à développer Tom Sawyer et à faire l'histoire de ce héros devenu adulte :
« J'ai décidé de ne pas amener le garçon jusqu'à l'âge adulte parce qu'alors il mentirait comme tous ces héros de quatre sous de la littérature et le lecteur se mettrait à le mépriser cordialement. »
L'égoïsme de Tom est aggravé encore par Twain dans Les Aventures de Huckleberry Finn où il apparaît en outre comme un raciste. Dans les premiers chapitres de ce roman, Twain montre en quoi Tom diffère principalement de Huck, pour mieux congédier le premier au profit du second : Tom joue à des aventures, et il s'inspire pour cela de ses romans préférés au point que ceux-ci sont pour lui une autorité indiscutable, ce qui laisse perplexes les autres garçons, et en particulier Huck. Tom imagine ses aventures, ce qui fait de lui un Don Quichotte enfant (le roman de Cervantes est ainsi cité comme l'une de ses références), tandis que les aventures de Huck le confrontent à une dure réalité humaine et sociale : on veut le « siviliser » (sic) malgré lui, il est battu par son père qui tente de le tuer, il s'enfuit avec un esclave qu'il doit protéger contre une société inégalitaire et raciste.
L'une des rares adaptations de l'univers de Twain qui montre toutes ces facettes est The Adventures of Mark Twain, un film en pâte à modeler datant de 1985, film qui n'adapte pas le roman, mais qui met en scène le personnage aux côtés de Mark Twain ; Tom y est dépeint comme un garçon sans méchanceté, mais obsédé par la célébrité.

## Son environnement, ses aventures
Le roman Les Aventures de Tom Sawyer a été publié en 1876. Dans son récit, Mark Twain fait de Tom et Huck (Huckleberry Finn) les témoins d'un meurtre. C'est en voulant enterrer un chat en cachette dans le cimetière par une nuit claire que les deux camarades assistent à une étrange scène entre Joe l'indien, Muff Potter et le docteur. Tous les trois s'affairent à déterrer un cadavre lorsqu'une bagarre éclate. Joe poignarde le docteur, puis laisse l'arme dans les mains de Potter, ivre mort, et fait croire à ce dernier qu'il est le meurtrier.
Par peur de Joe l'Indien, Tom et Huck se jurent de ne rien révéler de ce qu'ils ont vu, mais ils sont tourmentés par leur conscience, et Tom ose témoigner lors du procès de Muff Potter qui risque la pendaison, et désigne le vrai coupable. Mais Joe l'Indien parvient à s'enfuir.

## Un mythe populaire

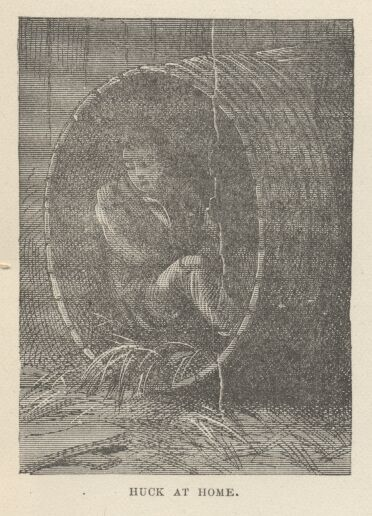
Huck.

Avec le succès des Aventures de Tom Sawyer, une image populaire de Tom Sawyer s'est créée, image véhiculée par les films (dès 1907), dessins-animés et bandes-dessinées, ainsi que par les « traductions-adaptations » de l'œuvre, qui ont souvent consisté à gommer certaines aspérités jugées impropres pour la jeunesse. Ce mythe populaire ne reprend qu'une partie de la psychologie du personnage : s'il se fonde sur des éléments qui appartiennent réellement au personnage, il les prend au pied de la lettre, en laissant de côté le fait que Twain a aussi fait, à travers son personnage, une critique ironique de la société américaine, par opposition à la vie authentique hors de la civilisation. Il n'y a pas véritablement d'idéal américain dans Tom Sawyer, et le personnage ne saurait incarner un idéal de la jeunesse américaine. D'ailleurs, dans l'œuvre de Twain, ce n'est pas Tom qui symbolise l'indépendance et la sincérité de l'enfance, mais son camarade Huck qui vit dans la nature, sans le besoin de société, ce qui en fait un paria de la vie américaine plus qu'un représentant idéal.

## Cycle de Tom et Huck
Le personnage apparaît dans les textes suivants :
- Les Aventures de Tom Sawyer (1876) marquent la première apparition du personnage.
- Les Aventures de Huckleberry Finn (1884) font de Tom un portrait explicitement en contraste avec Huck : au début du livre, il apparaît comme immature et obsédé par les romans d'aventures.
- Tom Sawyer à travers le monde (1894)
- Tom Sawyer détective (1896)
- Huckleberry Finn et Tom Sawyer chez les Indiens (inachevé)
- Schoolhouse Hill (inachevé)
- Tom Sawyer's Conspiracy (inachevé)

## Adaptations

### En livre illustré
- Tom Sawyer détective, Mark Twain et Christel Espié, collection "Grands Classiques illustrés", éditions Sarbacane, 2010.

### En bande dessinée
- 1918 : Tom Sawyer and Huck Finn comic strip de Dwig.

### Au cinéma
- 1917 : Tom Sawyer avec Jack Pickford
- 1918 : Huck and Tom avec Jack Pickford
- 1920 : Huckleberry Finn avec Gordon Griffith
- 1930 : Tom Sawyer avec Jackie Coogan
- 1931 : Huckleberry Finn avec Jackie Coogan
- 1938 : Les Aventures de Tom Sawyer (The Adventures of Tom Sawyer) de Norman Taurog e.a., avec Tommy Kelly
- 1938 : Tom Sawyer détective avec Billy Cook
- 1944 : Les Aventures de Mark Twain (The Adventures of Mark Twain) avec Michael Miller
- 1958 : Toi-rand un mohop ha avec Chui Han
- 1968 : Moartea lui Joe Indianul avec Roland Demongeot
- 1973 : The Clones avec Otis Young[réf. nécessaire]
- 1973 : Tom Sawyer avec Johnny Whitaker
- 1985 : Les Aventures de Mark Twain (The Adventures of Mark Twain) avec Chris Ritchie
- 1986 : Les Aventures de Tom Sawyer avec Simon Hinton
- 1993 : Les Aventures de Huckleberry Finn (The Adventures of Huck Finn) de Stephen Sommers : Huck Finn
- 1995 : Tom and Huck avec Jonathan Taylor Thomas
- 1998 : The Modern Adventures of Tom Sawyer avec Phillip Van Dyke
- 2003 : La Ligue des gentlemen extraordinaires avec Shane West
- 2011 : Tom Sawyer avec Louis Hofmann
- 2013 : Tom Sawyer and Huckleberry Finn avec Joel Courtney
- 2015 : Band Of Robbers avec Adam Nee

### À la télévision
- 1954 : Climax!, l'épisode The Adventures of Huckleberry Finn, avec Bobby Hyatt
- 1955 : The Adventures of Huckleberry Finn avec Bobby Hyatt
- 1956 : série The United States Steel Hour (en), l'épisode "Tom Sawyer" avec by John Sharpe
- 1958 : série Aventuras de Tom Sawyer avec David José
- 1960 : série The Adventures of Tom Sawyer avec Fred Smith
- 1960 : série Shirley Temple's Storybook (en), épisode Tom and Huck avec David Ladd (en)
- 1967 : Huckleberry Finn avec Pascal Duffard
- 1968 : The New Adventures of Huckleberry Finn avec Kevin Schultz
- 1968 : Les Aventures de Tom Sawyer (de) avec Roland Demongeot
- 1973 : Tom Sawyer avec Josh Albee
- 1975 : Huckleberry Finn avec Don Most
- 1979 : Les Aventures de Tom Sawyer et Huckleberry Finn (en): 26 épisodes, avec Sammy Snyders
- 1980 : série animée Tom Sawyer (Tomu Sôyâ no bôken) avec la voix de Masako Nozawa
- 1981 : Les Aventures de Tom Sawyer et Huckleberry Finn téléfilm de Stanislav Govoroukhine, avec Fiodor Stoukov (ru) dans le rôle de Tom
- 1981 : The Adventures of Huckleberry Finn avec Dan Monahan
- 1982 : Rascals and Robbers : The Secret Adventures of Tom Sawyer and Huck Finn avec Patrick Creadon
- 1983 : Sawyer and Finn avec Peter Horton
- 1985 : Adventures of Huckleberry Finn avec Eugene Oakes
- 1990 : Back to Hannibal : The Return of Tom Sawyer and Huckleberry Finn avec Raphael Sbarge
- 2020 : Tom Sawyer avec les voix de Daniel Brochu, Angela Galupo, Robert Naylor

### En vidéo
- 1998 : animation The Animated Adventures of Tom Sawyer avec Ross Malinger
- 2000 : Tom Sawyer avec Rhett Akins